# 钟氏祠堂
钟氏祠堂，位于中国广东省东莞市东莞市寮步镇横坑村，为东莞市的一个市、县级文物保护单位，类型为古建筑，公布时间为2004年1月8日。
钟氏祠堂的历史年代为明代。